# Třístoličník
Třístoličník (německy Dreisesselberg) je šumavská hora, jejíž vrcholové partie leží v Bavorsku v blízkosti česko-německé hranice. Nachází se 5 kilometrů jihovýchodně od obce Haidmühle v zemském okrese Freyung-Grafenau a 8 km jižně od českého Stožce. Vrchol má nadmořskou výšku 1333 metrů. Žulové skály na vrcholu Třístoličníku jsou zařazeny na seznamu „100 nejkrásnějších geotopů Bavorska“.

## Název
Německé jméno Dreisesselstein, později Dreisesselberg bylo vrcholu dáno podle blízkého Trojmezí (3 km na východ), kde se odedávna stýkají hranice Čech, Bavorska a Rakouska. České jméno Třístoličník je novodobým překladem německého jména. Používaly se rovněž názvy Třízubec nebo Říruřec. Podle legendy se na třech kamenných stolicích (křeslech) scházeli panovníci tří zmíněných zemí.

## Vrchol hory

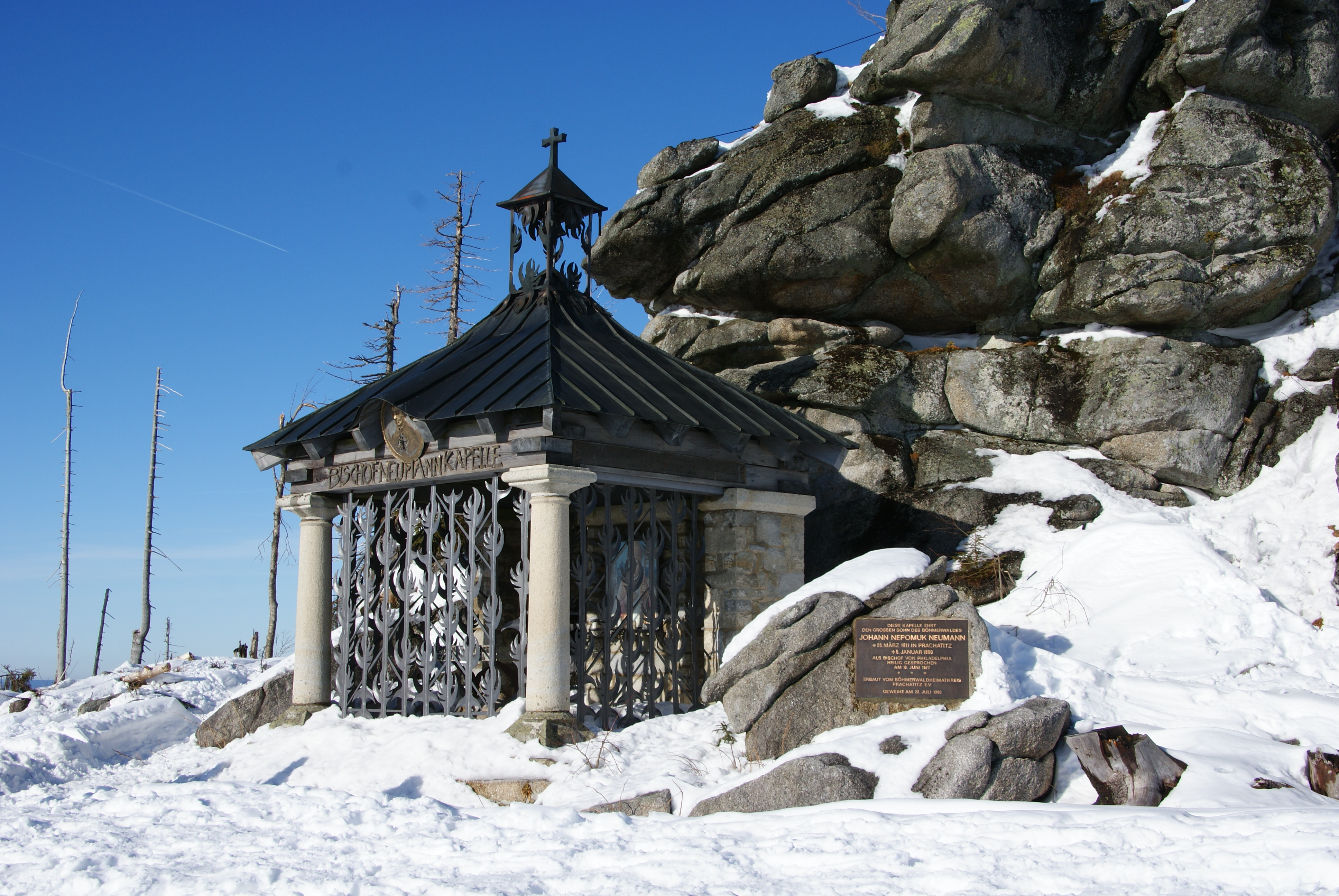
Johann-Nepomuk-Neumann-Gedenkkapelle (pod severním hlavním vrcholem)

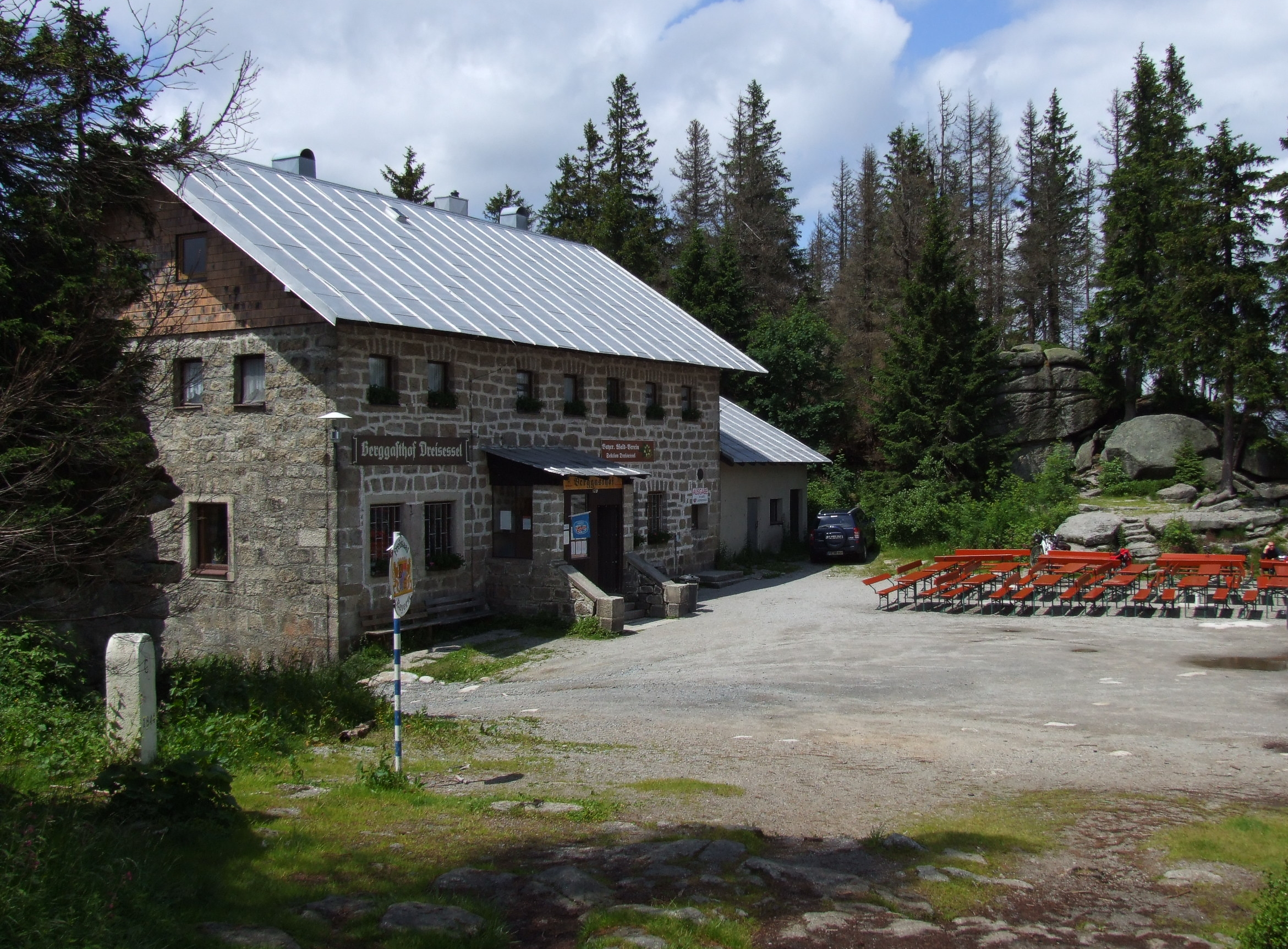
Chata a restaurace Berggasthof Dreisessel

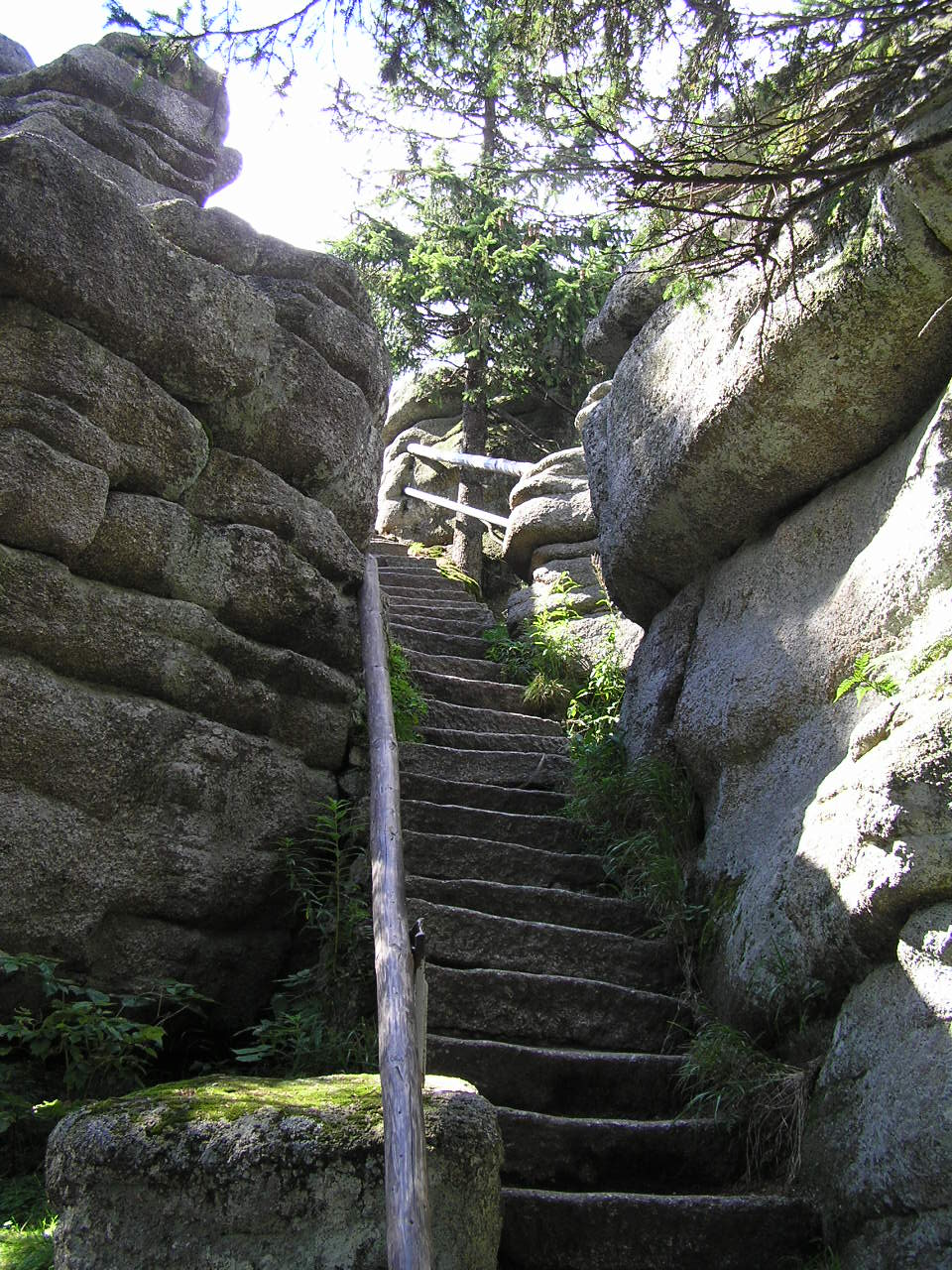
Kamenné schody na skalní útvar Dreisesselfelsen (jižní vedlejší vrchol)

Vrcholové partie Třístoličníku jsou tvořeny zaobleným hřbetem protáhlým od severu na jih v délce 500 m s četnými žulovými skalními útvary (věžičkami apod.), které vznikly zvětráváním. Maximální výšky 1333 m dosahuje na severu hřbetu vrchol Hochstein, pod nímž se nachází kaple biskupa Neumanna (Bischof-Neumann-Kapelle; zasvěcena českému rodáku, misionáři v USA a prvnímu severoamerickému světci) z roku 1980. Jižní vedlejší vrchol se skalní skupinou Dreisesselfels má nadmořskou výšku 1311 m. Odtud je dobrý kruhový rozhled mj. do Bavorska a při dobré viditelnosti i na Alpy. Za dobrých podmínek je možné pozorovat i 206 km vzdálený Grossglockner.
O dalekém rozhledu z Třístoličníku na alpský řetěz od Pinzgau až k dolnorakouskému pohoří Schneeberge psal již v roce 1867 Adalbert Stifter ve svém posledním díle Aus dem bayrischen Walde. U Dreisesselfels stojí horská chata Berggasthof Dreisessel s restaurací. U chaty stávala hraniční bouda, která v roce 2016 kompletně vyhořela. České území (k. ú. Nová Pec) do vrcholových partií Třístoličníku nezasahuje – jeho nejvyšším bodem je roh hranice u hraničního mezníku č. 14 ve výšce 1302 m n. m. v přímé vzdálenosti 30 m od jižního vedlejšího vrcholu.

## Okolí
Na severním svahu začíná Schwarzenberský plavební kanál. Od vrcholu Třístoličníku se směrem k jihovýchodu táhne výrazný hřeben, na němž leží také Trojmezná (1361 m) a nejvyšší hora české části Šumavy Plechý (1378 m). Česká strana tohoto pohraničního hřebene včetně svahů Třístoličníku je chráněna coby přírodní památka Trojmezná hora.